# 软件工程师
软件工程师一般指从事软件开发职业的人。软件工程师跟一般程序员的區別，在于一个程序员的工作是按照指定的规格进行编码，而软件工程师的工作则需要设计和规划。不过，由于现时社会的分工愈來愈模糊，软件工程师跟程序员的分工也愈不明顯。但对于嚴格執行CMM的機構來說，各人的工作區分也比較清晰，這有助于了解软件工程师跟一般程序员的分別。

## 职位概述
- 软件工程师（Software Engineer）是一个认证考试，具体地说是从事软件职业的人员的一种职业能力的认证，通过它说明具备了工程师的资格。
- 一般情况下都是分4级：

1. 软件技术员
2. 助理软件工程师
3. 软件工程师
4. 高级软件工程师

## 相关内容
- 软件
- 软件工程
- 计算机
- 資訊業